# Krokodilstränenphänomen
Das Krokodilstränenphänomen (synonym: gustolakrimales Phänomen, Phänomen der paroxysmalen Tränen, gustolakrimaler Reflex, gustatorisches Weinen oder Bogoradsyndrom) ist ein menschliches Krankheitssyndrom, bei dem ein einseitiger Tränenfluss auftritt, in der Regel während der Nahrungsaufnahme. Der Bezug zu den Krokodilstränen ergibt sich aus der Tatsache, dass bei Krokodilen beobachtet werden kann, dass sie bei der Nahrungsaufnahme ebenfalls eine Tränensekretion zeigen. Die betroffenen Menschen können stark an der unfreiwilligen Tränensekretion beim Essen leiden. Das Krokodilstränenphänomen gehört zu den Irritationssyndromen.
Als eine sogenannte Residualsymptomatik tritt diese Erscheinung typischerweise nach einer Defektheilung einer Fazialislähmung auf. Allerdings kann diese Erkrankung auch nach Lepra, der chirurgischen Behandlung eines Akustikusneurinoms oder der Osteodystrophia deformans auftreten. Die Tränensekretion kommt dadurch zustande, dass regenerierende parasympathische Geschmacksfasern (gustatorische Fasern) des Nervus intermedius (genauer der Chorda tympani als einem seiner Äste) in die Tränendrüse (Glandula lacrimalis) vorwachsen und diese somit fehlinnervieren. Auch beim neuropädiatrischen Marcus-Gunn-Phänomen tritt diese Erscheinung auf.
Therapeutisch ist von Erfolgen bei der Anwendung mit Botox-Injektionen berichtet worden.  